# Friends General Conference
Die Friends General Conference (FGC) ist neben der  Friends United Meeting und Evangelical Friends International eine der drei größten Quäkerdachorganisationen in der vor allem Jahresversammlungen und Monatsversammlungen in Nordamerika vertreten sind. Das Hauptbüro befindet sich in den USA in Philadelphia in Pennsylvania.

## Ausrichtung
Jede dieser Organisationen vertritt eine etwas andere theologische Ausrichtung. Die FGC vereint unter sich Quäkergruppen mit unprogrammierter Andacht, also ohne Liturgie und pastorale Predigt und Führung. Die Mitglieder der FGC neigen mehr zu liberalen theologischen Ansichten und Lebensstil als die Mitglieder in den anderen beiden Organisationen (und auch der durchschnittlichen Auffassungen von US-Bürgern).

## Treffen
Einmal jährlich im Juli wird eine Konferenz von der FGC ausgerichtet an der ihre Mitglieder teilnehmen. Darüber hinaus hat die FGC einen eigenen Verlag und unterstützt einzelne Gruppen und Personen mit der Bereitstellung von Materialien.  Die FGC wird durch 170 Delegierte von 112 angeschlossenen Gruppen repräsentiert. Die Mitarbeiter werden durch ihre Mitglieder gestellt und verrichten ihre Arbeit zum Teil freiwillig und unentgeltlich.

## Leitsätze
- Glaube basiert auf direkter Erfahrung mit Gott (faith is based on direct experience of God)
- Unser Leben ist ein Zeugnis dieser Erfahrung, sowohl des Einzelnen und als auch der Gruppe (our lives witness this experience individually and corporately).
- Als Antwort auf das Dasein Gottes in jedem Menschen bilden wir geschlossene Gemeinschaften und erhalten diese aufrecht (by answering that of God in everyone, we build and sustain inclusive community).

## Ökumene
Die Konferenz ist Mitglied im Ökumenischen Rat der Kirchen.

## Glossar
Für die im Artikel verwendeten Fachbegriffe siehe auch Artikel "Glossar Quäkertum".